# Vicq-Exemplet
Vicq-Exemplet é uma comuna francesa na região administrativa do Centro, no departamento Indre. Estende-se por uma área de 36,9 km². Em 2010 a comuna tinha 324 habitantes (densidade: 8,8 hab./km²).